# Laugu
Laugu est un village d'Estonie situé dans la commune de Leisi du comté de Saare.